# Eros Antonio de Almeida
Eros Antonio de Almeida (São José do Barreiro, 11 de outubro de 1941) é um político brasileiro.
Foi Secretário Geral e depois ministro do Trabalho no governo José Sarney, de 28 de setembro a 14 de outubro de 1988.